# Jennie Nordin
Jennie Nordin, född 15 maj 1993, är en svensk fotbollsspelare som spelar för AIK.

## Karriär
Nordin är född i Solna på Karolinska Universitetssjukhuset. Hennes fotbollskarriär började redan vid sju års ålder med att spela fotboll med ett år äldre spelare i moderklubben Solrød FC i Danmark där familjen bodde då hennes pappa Krister Nordin spelade med Brøndby IF. När familjen flyttade hem till Sverige igen spelade hon några år för klubben Ekerö IK, men år 2007 började hon spela i AIK och vann bland annat Gothia Cup med sitt flicklag 2007 och 2010. Inför säsongen 2011 flyttades Nordin upp till AIK Dams A-lag och var där en stark bidragande faktor till lagets avancemang till Damallsvenskan. 2012 blev det 15 matcher för Jennie och två mål i Damallsvenskan. Säsongen avslutades dock på läktaren efter en skada i en match mot Vittsjö GIK. Inför säsongen 2013 meddelade Linköpings FC att man skrivit ett tvåårskontrakt med Nordin. 2015 var Jennie Nordin dock tillbaka i AIK igen då laget åter igen skulle spela i Damallsvenskan. Åter efter, 2016, fortsatte karriären i Toppserien i Norge i Vålerenga Fotball. Det blev två år i Våleregna för Nordin innan nästa stopp i fotbollskarriären blev Växjö DFF, en klubb som Nordin representerade mellan 2018 och 2019. 2021 valde Nordin, efter utgånget kontrakt med Växjö, att flytta till Piteå IF DFF. Det blev en säsong i Piteå innan Nordin inför 2022 valde att flytta tillbaka till AIK för en tredje sejour i klubben. Nordin inledde säsongen som vice lagkapten, men blev en bit in i säsongen utsedd till ordinarie lagkapten efter att den tidigare lagkaptenen lämnat AIK under sommarens transferfönster.
Säsongen 2022 blev ett misslyckande för AIK och laget hamnade sist i Damallsvenskan, vilket betydde att klubben återigen blev ett lag i Elitettan. Trots en option om att kunna lämna vid en degradering valde Jennie Nordin att stanna i klubben även över säsongen 2023. Inför den Damallsvenska återkomsten blev det ytterligare en kontraktsförlängning med AIK för lagkaptenen som nu skrev på ett tvåårskontrakt fram till och med säsongen 2025. Hon beskrev själv förlängningen som "självklar".

## Familj
Jennie är dotter till den tidigare AIK-spelaren Krister Nordin.